# Tretten Station
Tretten Station (Tretten stasjon) er en tidligere jernbanestation på Dovrebanen, der ligger ved byområdet Tretten i Øyer kommune i Norge.
Stationen åbnede 15. november 1894, da banen blev forlænget dertil fra Hamar, og var endestation, indtil den blev forlænget videre til Otta 2. november 1896. Den blev fjernstyret 14. december 1966 og gjort ubemandet 1. februar 1995. Betjeningen med persontog ophørte 7. januar 2001, og i dag fungerer den tidligere station som fjernstyret krydsningsspor.
Stationsbygningen blev opført til åbningen i 1894 efter tegninger af Paul Due. Stationen blev anlagt på den vestlige side af Gudbrandsdalslågen. Anlæggelsen gjorde at denne side af Tretten voksede frem med både hotel, landhandel, beværtninger, boliger og forsamlingshus. Det var nødvendigt at anlægge en bro for at forbinde stationsområdet med den østlige side af Tretten.
Norges største jernbaneulykke, Tretten-ulykken, fandt sted nord for Tretten Station 22. februar 1975. Et nordgående persontog fra Oslo forlod fejlagtigt Tretten Station og kolliderede med et sydgående eksprestog fra Trondheim. Med 27 omkomne og 25 kvæstede er det Norges største jernbaneulykke i fredstid. I alt var der ca. 800 passagerer i de to tog.